# نئومارکسیسم

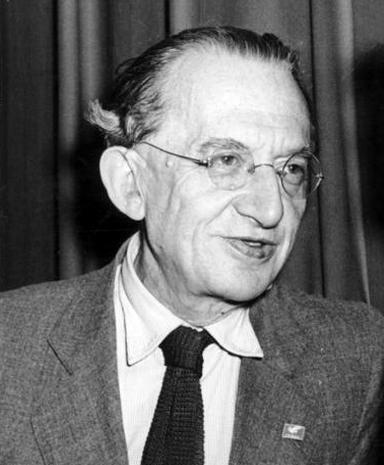
گئورگ لوکاچ فیلسوف و منتقد ادبی مارکسیست مجاری‌تبار، از اندیشمندان مکتب نئومارکسیسم

نئومارکسیسم اصطلاحی غیر دقیق برای تمامی رهیافت‌هایی است که در سده بیستم کوشیده‌اند مارکسیسم را با افزودن عناصری از دیگر نظریات نظیر ایدئالیسم آلمانی (لوکاچ)، اگزیستانسیالیسم (سارتر)، ساختارگرایی (آلتوسر) و روان‌کاوی (ژیژک) اصلاح کنند یا گسترش دهند و از این طریق کاستی‌های مارکسیسم ارتدوکس و ماتریالیسم دیالکتیک را رفع کنند. بسیاری از نظریه پردازان نئومارکسیست جامعه‌شناس یا روان‌شناس هستند. از جمله مکاتب مطرح نئومارکسیسم می‌توان به مارکسیسم غربی و مکتب فرانکفورت اشاره کرد.